# Katsuki Yasuji
Katsuki Yasuji (japanisch 勝木 保次; geboren 28. November 1905 in Komatsu (Präfektur Ishikawa); gestorben 6. März 1994) war ein japanischer Physiologe, der für seine Arbeiten auf dem Gebiet der Auditiven Wahrnehmung bekannt ist.

## Leben und Wirken
Katsuki Yasuji machte 1931 seinen Studienabschluss an der Medizinischen Fakultät der Universität Tōkyō und widmete sich dann der Erforschung des Hörsinnes. Nachdem er im Pazifikkrieg als Militärarzt tätig gewesen war, war er von 1949 bis 1970 Professor an der „Tōkyō Medical and Dental University“ (東京医科歯科大学, Tōkyō ika-shika daigaku). 1970 übernahm er eine Professur an der Universität Tsurumi (鶴見大学) in Yokohama, von 1974 bis 1977 war er Präsident der Tōkyō Medical and Dental University und von 1977 bis 1979 leitete er die staatliche „Forschungseinrichtung für allgemeine Physiologie“ (生物科学総合研究機構, Seibutsu-kagaku sōgō kenkyū-kikō).
Die Forschungen Katsukis auf dem Gebiet der Auditiven Wahrnehmung führten zu neuen Ergebnissen der sensorischen Physiologie und der Entwicklung des Hörsinnes. Seine Untersuchungen des Laterallinien-Organs bei verschiedenen Fischen bestätigten, dass sich Hörsinn und Geschmacksinn aus einem gemeinsamen Vorläuferorgan entwickelt haben.
1961 erhielt Katsuki den Asahi-Preis, 1963 wurde er von der Akademie der Wissenschaften mit einem Preis geehrt. 1973 wurde Katsuki als Person mit besonderen kulturellen Verdiensten geehrt und im gleichen Jahr mit dem Kulturorden ausgezeichnet. Seine Heimatstadt Komatsu ernannte ihn zum Ehrenbürger.
Einer seiner Schüler ist Nobuo Suga, der in den USA arbeitet.